# Nyale
Nyale zijn lokaal voorkomende rode en groene zeewormen in Indonesië die leven in gaten in de rotsen voor de kust bij Kuta op Lombok en de kust van West-Soemba.

De lokale bevolking beschouwt de Nyale niet als gewone zeewormen, maar ziet ze als heilige wezens die voorspoed brengen aan degenen die ze vereren en die ongeluk brengen aan degenen die ze te negeren. Nyale symboliseren de godin van de zee, terwijl Marapu wordt gezien als de god van de hemel.
Elk jaar in februari/maart komen deze wormen aan de oppervlakte. Wanneer dit gebeurt is dit aanleiding voor het vieren van het Pasolafestival op Soemba en het Bau Nyale festival op Lombok.